# José Tono Martínez
José Tono Martínez (Ciudad de Guatemala, 1959) es un escritor, ensayista, periodista y gestor cultural español.

## Biografía
Nació en Ciudad de Guatemala, de padre exiliado, republicano de origen vasco, combatiente en el Batallón Guernika en la Resistencia en Francia, entre 1943 y 1945, y de madre panameña, declamadora, y discípula de la actriz Anita Villalaz, de la Escuela de Declamación argentina de Berta Singerman . Su familia volvió a España siendo él un niño, en 1963, y se trasladaron a Madrid. Discípulo de Carmelo Lisón Tolosana, se licenció en Sociología y Antropología por la Universidad Complutense de Madrid en 1982 y se doctoró en Filosofía por la Universidad Autónoma de Madrid en 1997, con una tesis titulada La condición postrimera (Hacia una delimitación del ser contemporáneo), dirigida por Javier Sádaba que recibió el Premio Extraordinario 1998 a la mejor tesis defendida en el Departamento de Filosofía de esta universidad.
Entre 1977 y 1978 estuvo afiliado al Partido Comunista de España y entre 1980 y 1981 destacó como activista cultural y agitador posmoderno en el Club de Amigos de la Unesco de Madrid, presidido entonces por Joaquín Ruiz-Giménez Cortés. Allí dirigió los VAM (Viernes Abiertos de Madrid), ciclos de conferencias y recitales poéticos y debates que le pusieron en contacto con jóvenes creadores de la ciudad.
Como periodista, fue primero redactor jefe y luego director, entre 1985 y 1987, de la mítica revista posmoderna La Luna de Madrid, revista emblemática de la Movida Madrileña,  y ha colaborado en numerosos medios de prensa, incluyendo El País, ABC, Liberación, el Diario.es  y revistas culturales españolas y extranjeras. En la actualidad colabora con Revista de Occidente , Claves de Razón Práctica Archivado el 22 de noviembre de 2021 en Wayback Machine. y Letra Internacional. Y mantiene un blog literario activo titulado Una fatal pérdida de tiempo.
Ha viajado y vivido en diversos países, estudiando diferentes culturas. Poeta viajero y caminante cosmopolita y naturista, al modo de los primitivos Wandervögel, sus libros recrean, en parte, periplos y experiencias iniciáticas en España, Egipto, Marruecos, las Américas, La India y Grecia, es un reconocido estudioso del Camino de Santiago, Casado, tiene dos hijas, Alejandra e Icíar.
Entre otras actividades fue profesor de Filosofía Norteamericana Contemporánea en el Máster de Estudios Norteamericanos de la Universidad de Alcalá, ha comisariado exposiciones de arte, impartido numerosas conferencias, y ha sido miembro de jurados de premios literarios y artísticos. En Washington D. C. fue asesor de la Fundación Spain 92 y director de la revista Encounters, Washington D. C.- Latin American Institute de University of New Mexico. El 12 de octubre de 1992 fue uno de los dos representantes españoles firmantes de la «Declaración de Respeto por la Naciones y Culturas Indígenas del Hemisferio Occidental», junto a 20 líderes de las Naciones Nativas americanas, polémico documento nunca aceptado oficialmente, pero saludado por un editorial conjunto del New York Times y el International Herald Tribune, como el mejor gesto español de aquella efeméride.
Residió en Buenos Aires entre 1997 y 2001, donde dirigió el ICI-Centro Cultural de España. En Argentina dirigió la revista mensual Barbaria. Fue también colaborador de la revista Abyssinia, dirigida por Jorge Monteleone y por María Negroni; de la revista Pensamiento de los Confines, dirigida por Nicolás Casullo, y promotor de los Lunes de Poesía. Fruto de ese interés por la poesía argentina, con Arturo Carrera, editó y prologó “Monstruos, antología de la Joven Poesía Argentina”, Ed. FCE, 2001. En el año 2000, junto a Daniel Link y Guido Indij, redactó y promovió el “Manifiesto Buenos Aires siglo XXI: Buenos Aires año 0”. 
Entre 2001 y 2006 dirigió la editorial de facsímiles y libros de arte Old Book Factory y el Foro Observatorio Tánger-Tarifa, Homenaje a Edward Said, plataforma de encuentros de intelectuales españoles y marroquíes, recogida en libro. Asesoró y representó en España a la Argentina Editorial Adriana Hidalgo. Fue Vice Comisario del Pabellón de España en la Exposición Internacional Agua y Desarrollo Sostenible, en Zaragoza 2008; Director de la Fundación Arquitectura y Sociedad, hasta el 2011. Y primer director y creador del programa cultural de CentroCentro Cibeles de Cultura y Ciudadanía, 2012-2015, dedicado al Mecenazgo al Servicio del Arte, (Exposiciones de las colecciones de las fundaciones Casa de Alba, María Cristina Masaveu, Helga de Alvear, Colección Abelló, Colección RAC, Colección Wassily Kandinsky-Centro Georges Pompidou, entre otras) y a la vida en la ciudad desde las artes aplicadas. Fue director y asesor externo del Museo Sa Bassa Blanca de Alcudia, en Mallorca, entre 2017 y 2018, y cuyo edificio central fue construido por el llamado arquitecto de los pobres, Hassan Fathy.
Hoy dirige la Oficina de Gestión Cultural Helicon Axis, desde donde coordina la comisaría de proyectos expositivos y editoriales. Sus dos últimos proyectos son Carteles para un Camino, 100 años de ilustración jacobea, BNE, 2020-2021; Hassan Fathy: a contracorriente + Hannah Collins, Casa Árabe, 2021, Y Pablo Pérez-Minguez: La Movida revisitada, Centro de Arte de Alcobendas. Otras comisarías recientes:  Pablo Pérez-Mínguez: Modernidad y Movida de un Fotógrafo Transgresor, y catálogo, Archivo Regional de la Comunidad de Madrid/El Águila (2022); y Ciudad Adentro [en la Galaxia Rural]: Javier Echeverría, Noni Benegas y Llorenç Barber (2022/23), y catálogo/libro. Ha comisariado el proyecto Calle Mayor de Europa/Almas del Camino 2024-2025, programa artístico y cultural que captura la esencia del Camino Francés de Aragon a Galicia.  
Como docente, imparte clases en el Máster Universitario Oficial en Cultura Contemporánea, en el Instituto Universitario de Investigación Ortega y Gasset/Gregorio Marañón/UCM; en el MBA propio en Gestión de Empresas e Instituciones Culturales Universidad Complutense. Y en el Máster en Gestión, Organización y Producción de Eventos en la Industria Cultural y del Entretenimiento, Isemco. Es autor de dos manuales de gestión cultural. 1). Conceptos y experiencias de gestión cultural, Madrid: ed. Ministerio de Cultura, 2008. 2.) La Gestión Cultural. Conceptos y Experiencias, Madrid: Ed. Delta Ediberun. 2016.

## Obras
Como escritor ha publicado libros de relatos, poesía, novela y ensayos. Entre otros libros publicados, se encuentran los de relatos, Una Fatal Pérdida de Tiempo, 1985, y El Club de la Infamia, 1986; los de poesía Segunda versión del Alba, 1986, De los Años Próximos I y II, 1992 y 2000; es autor de una novela ambientada en el Camino de Santiago, Cantigas de andar, Editorial Pre-Textos, Valencia, 1997, que, con motivo del Año Santo Compostelano 2004, sirvió como Edición Conmemorativa del Xacobeo 2004; La venganza del gallego, Eds. el Zorzal, Buenos Aires, 2005. y La doma del elefante, Ensayos acerca de la poesía en nuestro tiempo. Ed. Renacimiento. Sevilla, 2008. . Como compilador, publicó La polémica de la posmodernidad, Eds. Libertarias, y Observatorio Siglo XXI. Foro de Pensamiento Siglo XXI. Reflexiones sobre arte, cultura y tecnología Ensayos, Compilador, Ed. Paidós, 2001. El Orientalismo al revés, Ensayos. Ediciones de la Catarata. Madrid, 2007. 
Sus libros más recientes son De los años próximos [1991-2016 -Poemas Reunidos], Ed. Evohé, colección Desván;  El que hiere de lejos, Colección La Rama Dorada, Huerga y Fierro ediciones Madrid, 2015; e Hijos del Trueno. Mitos y símbolos en el Camino de Santiago. Ediciones Evohé Didaska, Madrid, 2015 y 2.ª ed. en 2017, con prólogo de Carlos García Gual; y El Rey de Ramnagar. Un Viaje a India, Eds. Polibea, Madrid, 2017, con prólogo de Ignacio Gómez de Liaño. Y El Camino de Adriano (Un verano inglés), Madrid: Evohé. 2018; El Cuarto Sello. Diario de la Peste. Eds. Polibea. 2020; El Anillo de Giges. Las peregrinaciones heterodoxas por Santiago, Eds. Evohe, 2020. La vez que firmamos la paz. Evohé. 2024. Escapar del futuro con la dignidad intacta, (ensayos) Ed. Trea; Lissie (Te llamaban mi sombra). Mad: Polibea. 2024

## Premios
- Premio Velázquez a la Gestión Cultural, otorgado por el Museo Nacional de Bellas Artes Gobienro de la Nación, Buenos Aires, Argentina. 2000.
- Accésit II Premio Internacional de Ensayo María Zambrano, Diputación de Málaga Centro Cultural Generación del 27, 2023
- XII Premio Internacional Aymeric Picaud de Periodismo y Divulgación del Camino de Santiago, Liga de Periodistas del Camino de Santiago 2025.